# Iglesia de Nuestra Señora de los Ángeles (Almedíjar)
La iglesia parroquial de Nuestra Señora de los Ángeles, en Almedíjar, en la comarca del Alto Palancia, provincia de Castellón, España, es un templo católico que está catalogado como Bien de Relevancia Local según consta en la Dirección General de Patrimonio Artístico de la Generalidad Valenciana, con código identificativo: 12.07.010-001.

## Descripción
La iglesia de Nuestra Señora de los Ángeles es un edificio casi exento (ya que en el lateral derecho está adosado a una vivienda particular), de fábrica de mampostería, piedra angular (es decir, las esquinas se refuerzan con sillares),  y  revoco. 
La iglesia se sitúa en un pequeño montículo (que actualmente se conoce como plaza de la Iglesia)  existente en el centro urbano y a su alrededor se estableció la zona cristiana de la localidad.
La fachada se sitúa  a los pies  de la planta, que es de una sola nave y cuatro crujías, con capillas laterales comunicadas entre sí; con cubierta  de tejas a dos aguas.  La puerta de acceso está enmarcada en una especie de retablo de sillares, con hornacina en el cuerpo superior y rematado con bolas. Inmediatamente encima de esta decoración de la portada se sitúa una ventana de forma semicircular con vidriera.

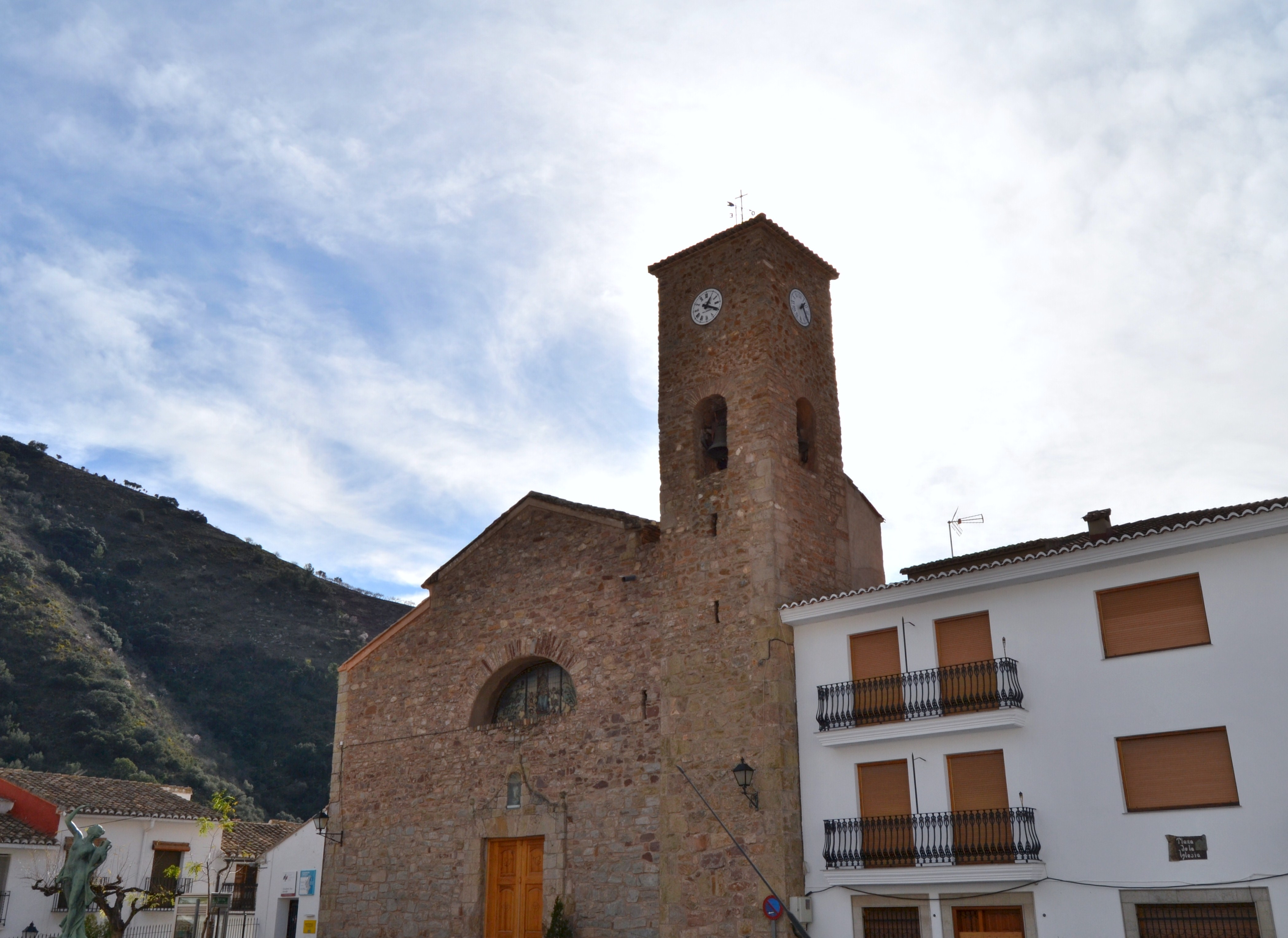
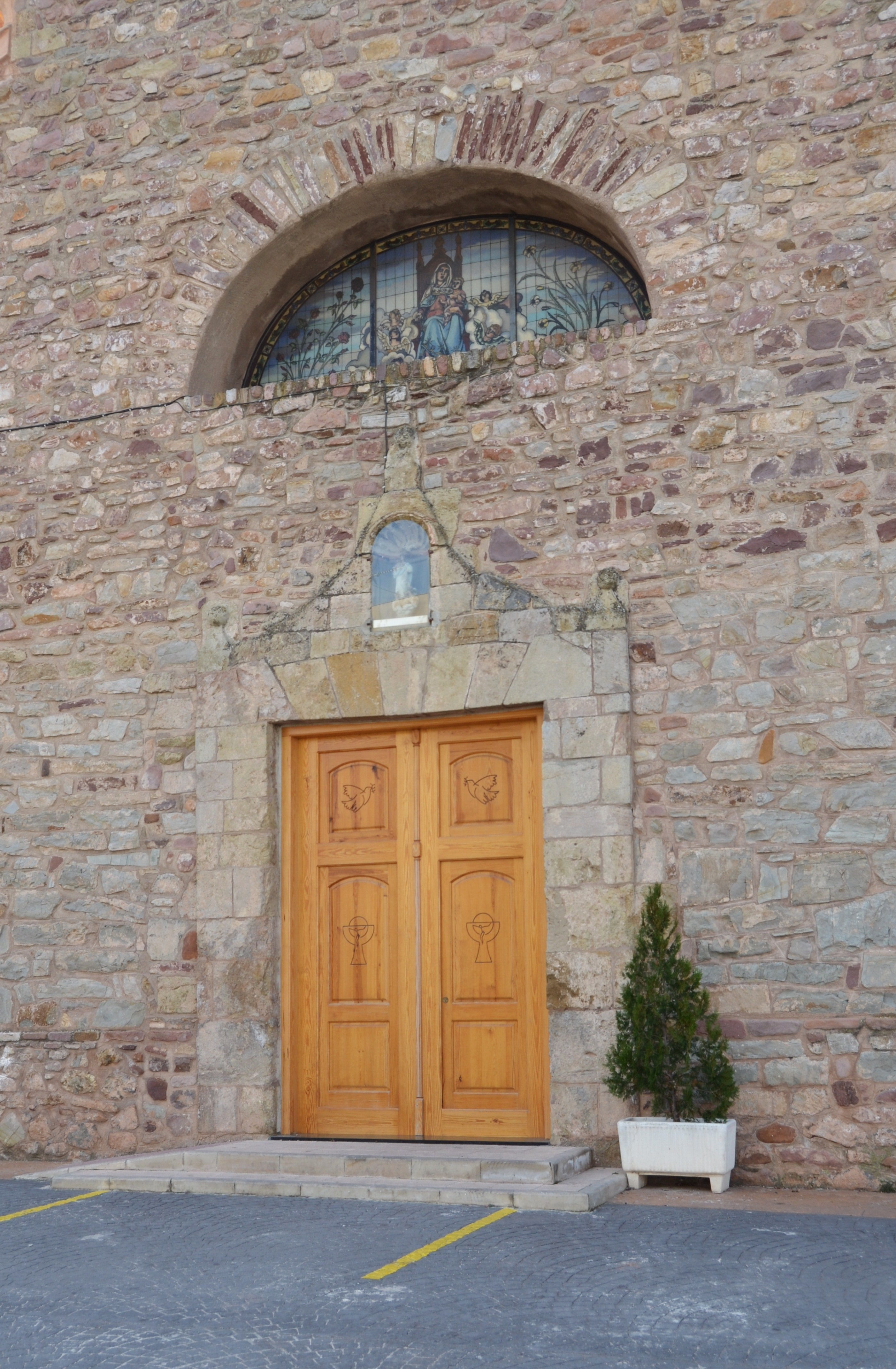
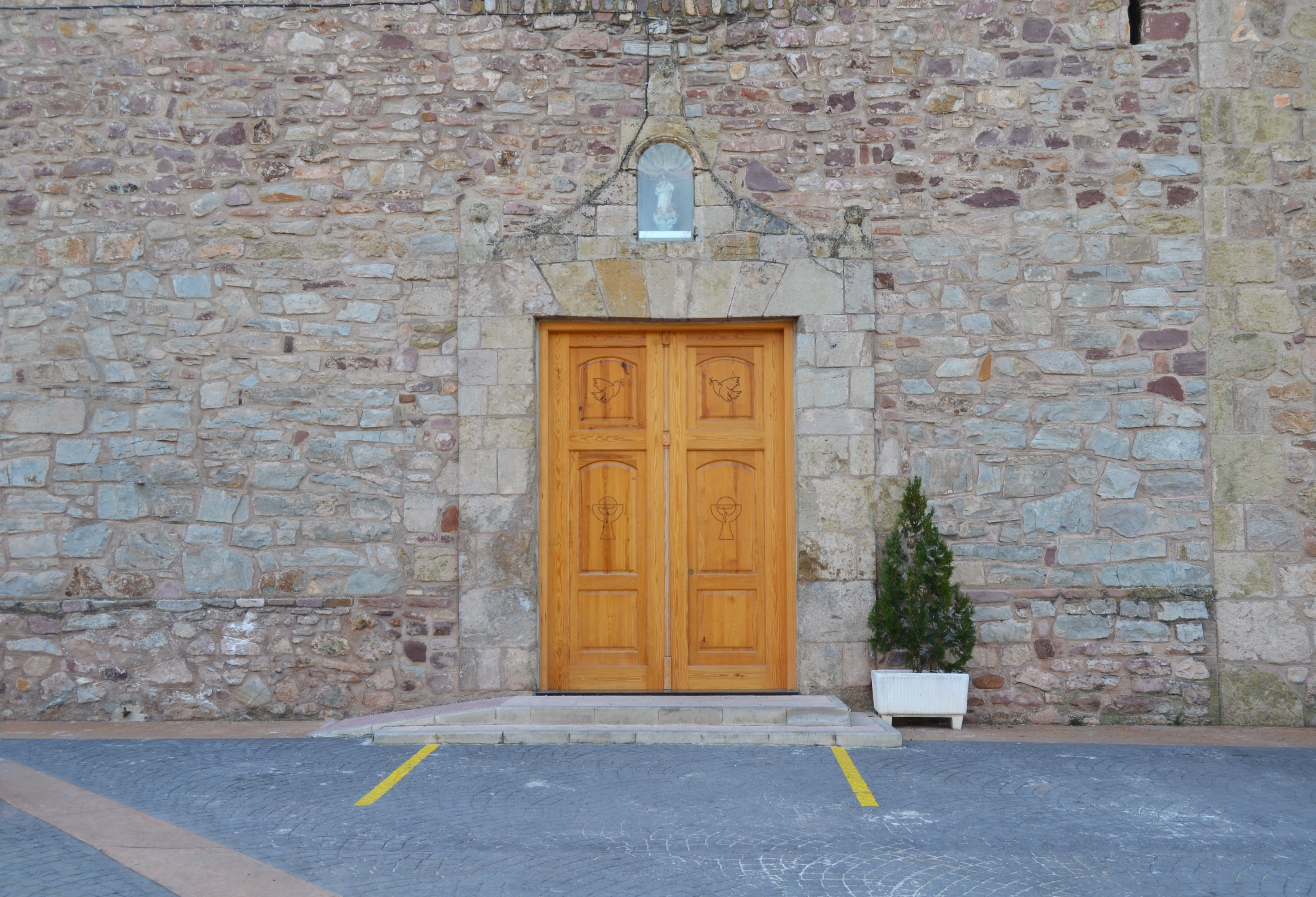
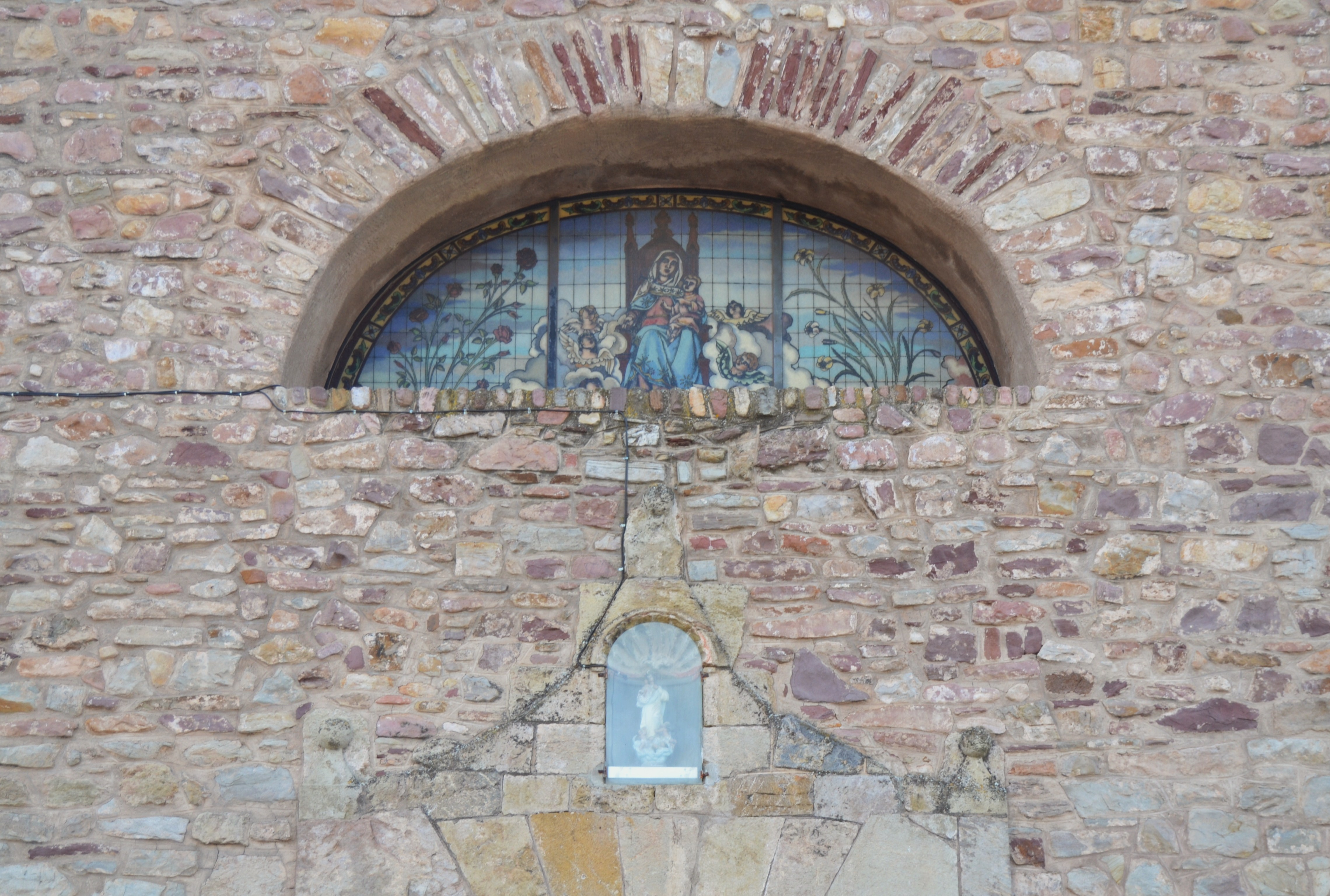

Además de la puerta de acceso, a los pies de la planta se sitúa también la torre campanario de la iglesia. Está formada por un cuerpo, que presenta ventanas semicirculares a los cuatro lados, y queda incluida en la fachada. El segundo cuerpo que se puede observar en la actualidad tiene su origen en  las últimas décadas del siglo XX, con el que se trató de dar mayor verticalidad a la fachada. En este último cuerpo se ubicaron las campanas y un reloj situado encima de estas. Se cubre con teja y tiene remate piramidal.

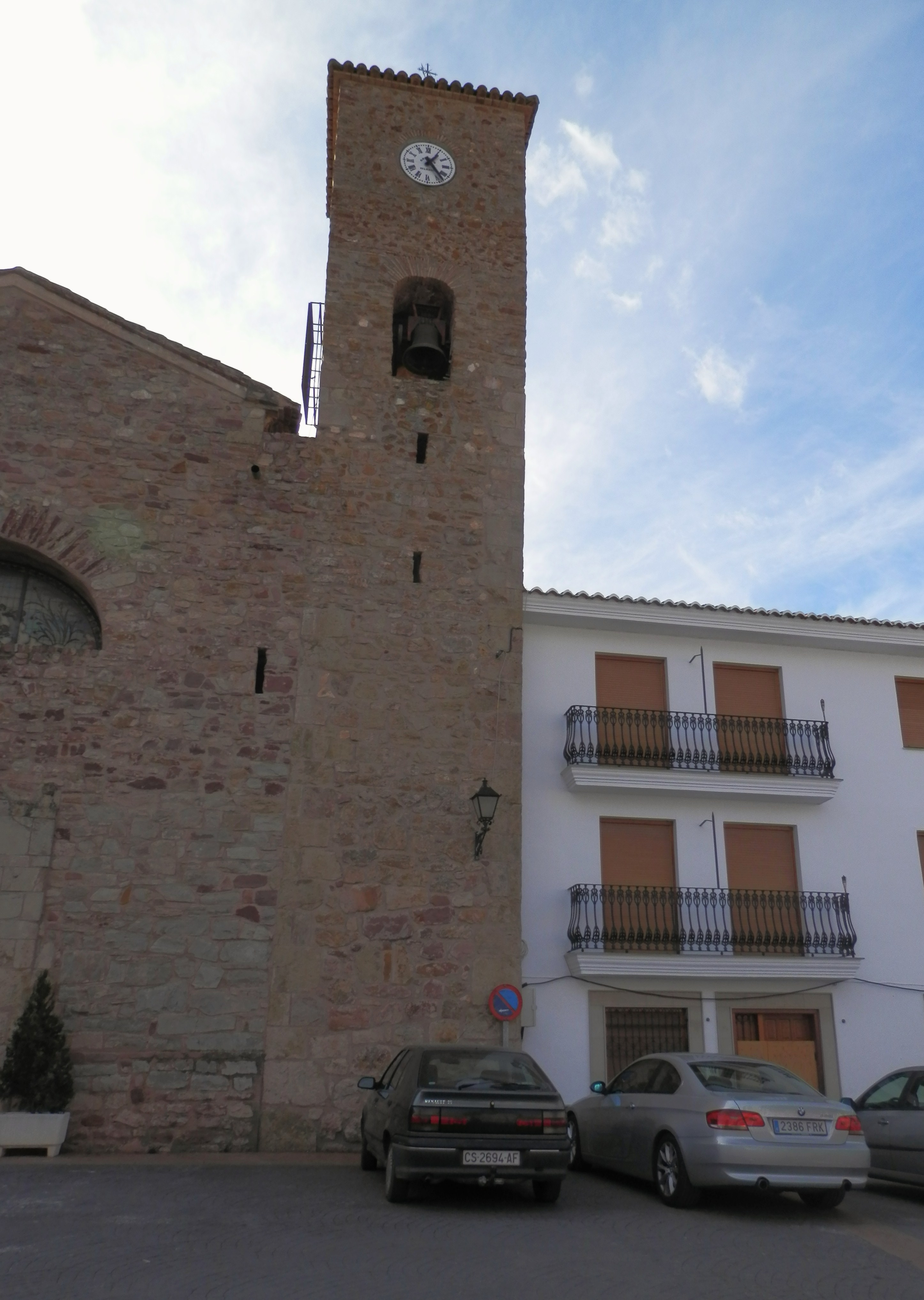
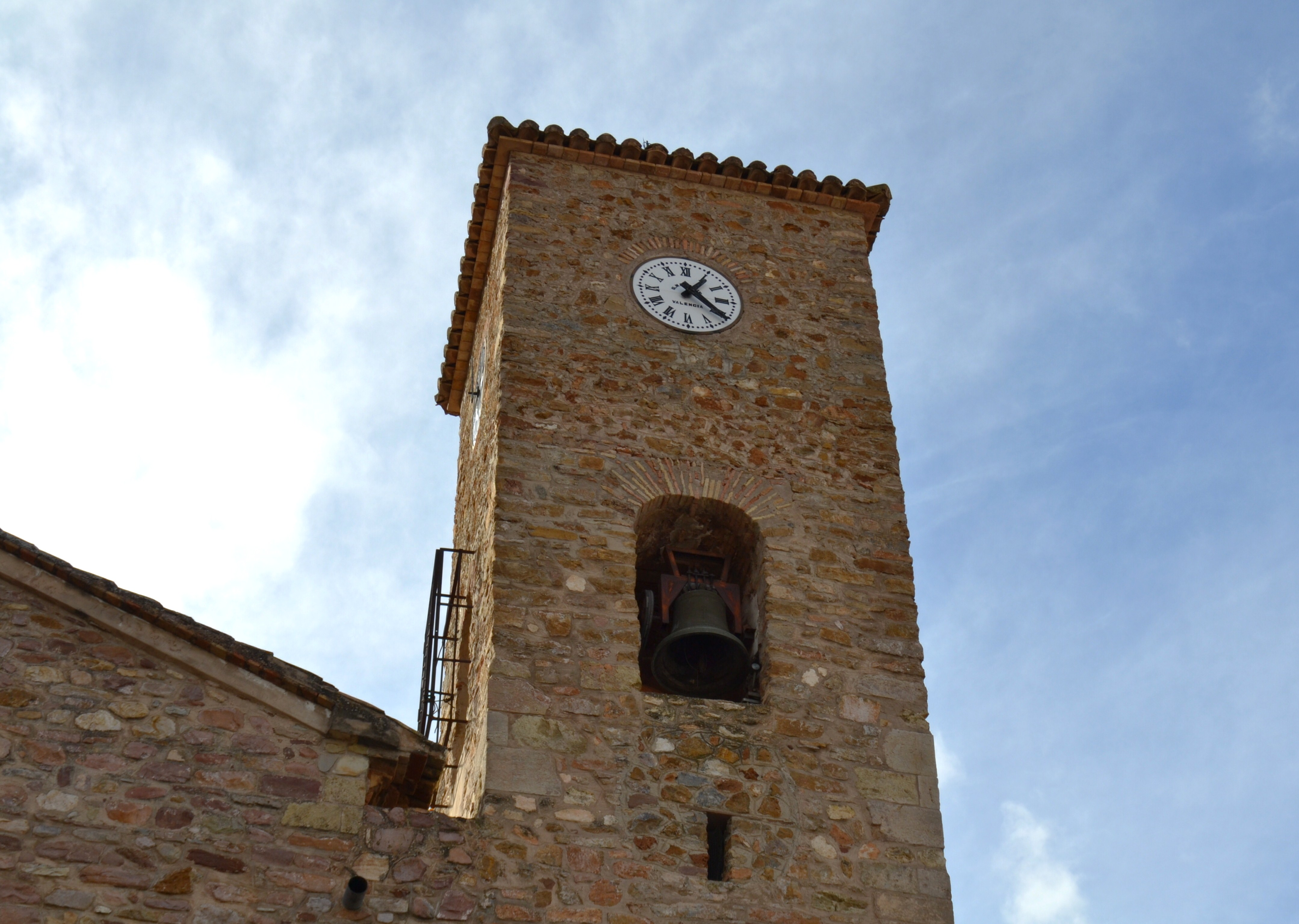

Respecto al interior, en él destaca el coro elevado situado a los pies de la única nave del templo. En 1926 se construyó la capilla de la comunión que encuentra en el  lado de la epístola junto al presbiterio, edificada en lo que anteriormente era el  huerto de la Iglesia. En el mismo lado está ubicado el púlpito, que es contemporáneo a la construcción de la obra. Por su parte el presbiterio, que está elevado respecto a la nave central alberga un retablo construido después de la Guerra Civil,  que está formado por un gran basamento sobre el que apoyan columnas pareadas de orden compuesto rematado por un frontón triangular. La hornacina central contiene la imagen de Nuestra Señora de los Ángeles, datada en el siglo XVIII.  El Sagrario, también se encuentra en el presbiterio, en una pequeña hornacina, flanqueada por columnas de orden compuesto,  situada sobre el altar. La nave se cubrió en su origen  con una bóveda de cañón con lunetos decorados, que se abren en la propia nave. Por su parte, las capillas, de las que hay que destacar las capillas de los patronos Santos Abdón y Senén, y de la Divina Pastora; están cubiertas por bóvedas vaídas, mientras que la sacristía se cubre con bóveda de arista. La decoración interior está realizada a base de pilastras con capitel compuesto, arquitrabe con friso de decoración vegetal. En el cuarto tramo está el ábside, en cuyas esquinas se pueden ver dos pechinas, y en la clave central, que es de gran tamaño hay decoración de querubines.